# Teresa Bracco
Teresa Bracco (Santa Giulia, 24 febbraio 1924 – Santa Giulia, 28 agosto 1944) è stata proclamata beata da Giovanni Paolo II il 24 maggio 1998.

## Biografia
Nativa del borgo di Santa Giulia, in alta val Bormida, fu la penultima di sette figli di Angela e Giacomo Bracco.
Cresciuta prevalentemente in un ambiente povero e contadino, ma fortemente religioso, compì gli studi elementari presso la locale scuola di Santa Giulia per poi dedicarsi totalmente alla pastorizia e all'aiuto domestico. All'età di nove anni rimase affascinata dalla figura di Domenico Savio, allievo di Giovanni Bosco, e fu proprio un proposito per la prima comunione di Domenico, "La morte ma non peccati", che porterà Teresa a scegliere lo stesso "programma di vita".
Il 28 agosto del 1944 un feroce rastrellamento tedesco colpì Santa Giulia: Teresa, così come altre donne e bambini del paese, fu presa come ostaggio di guerra dai soldati tedeschi. Capite le intenzioni non benevole degli ufficiali tentò allora la fuga dirigendosi verso il bosco, ma venne raggiunta da un ufficiale che, preso dalla foga, la strangolò e le sparò un colpo di rivoltella al cuore. Il soldato si accanì ancora, sferrando calci al corpo oramai esanime di Teresa procurando lo sfondamento del cranio. Il corpo della giovane fu ritrovato nel bosco due giorni dopo e l'intera dinamica dell'assassinio fu chiarita con l'esame dei resti effettuato il 10 maggio del 1989 su ordine del tribunale ecclesiastico.

## Culto
Il 24 maggio del 1998, durante la visita alla Sacra Sindone a Torino, il pontefice Giovanni Paolo II proclamò Teresa Bracco beata, fissando al 29 agosto la festività liturgica.